# Lista de canções gravadas por Racionais MC's

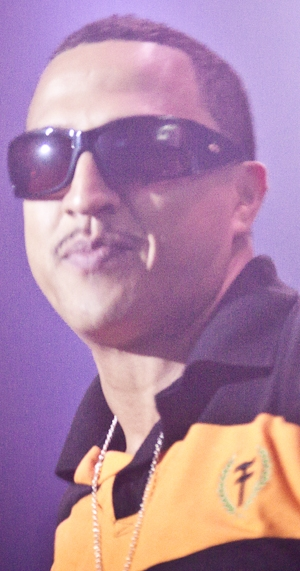
Mano Brown, em foto de 2012, vocalista e principal compositor do grupo Racionais MC's.

Esta é uma lista de canções de Racionais MC's, grupo brasileiro de rap fundado em 1988 na cidade de São Paulo e que é reconhecido por trazer a temática da desigualdade social na maioria de suas letras. A banda é composta pela sua formação inicial, com três rappers - Mano Brown, Edi Rock e Ice Blue - e um DJ, KL Jay. Desde o lançamento de seu primeiro trabalho em 1990, o disco Holocausto Urbano, o conjunto chamou a atenção da mídia por fazer um discurso contra a opressão à população marginalizada na periferia e procurar passar uma postura contra a submissão e a miséria. Ao longo dos vinte e cinco anos de trabalho, o grupo já lançou mais de um milhão de cópias de seus discos.
As duas primeiras canções dos Racionais MC's foram gravadas em 1988 e lançadas na coletânea Consciência Black, Vol. I, apresentando o título de "Tempos Difíceis" e "Pânico na Zona Sul". Lançada em 1993, a canção "Homem na Estrada" se tornou nacionalmente conhecida por demonstrar a violência sofrida por um homem pobre, sendo diversas vezes citadas pelo deputado Eduardo Suplicy em seus discursos. Um dos maiores sucessos dos Racionais MC's foi a música "Capítulo 4, Versículo 3", do álbum Sobrevivendo no Inferno, é considerada uma das mais fortes da história do rap nacional e assemelha ao rapper com um bandido. Ela foi executada ao vivo durante a premiação Video Music Brasil 1998, no Palácio de Convenções do Anhembi, em São Paulo, e causou polêmica com a plateia rica do evento.
Outras músicas também receberam grande aclamação da mídia: "Diário de um Detento" ficou na 52ª posição das 100 maiores músicas eleitas pela revista Rolling Stone; "Tô Ouvindo Alguém me Chamar", onde se utiliza a figura do bandido "Guina", que provocou o surgimento de uma pessoa se identificando como o próprio; "Jesus Chorou", que é dedicada ao rapper Sabotage, amigo íntimo dos cantores e que foi assassinado em 2003; bem como faixas como "Da Ponte pra Cá", "Negro Drama", "Vida Loka I" e "Vida Loka II". Em 2012, os Racionais MC's divulgaram mais algumas músicas que farão parte de um novo trabalho a ser lançado em 2013, com destaque para "Mil Faces de um Homem Leal (Marighella)", em homenagem ao jornalista Carlos Marighella.
A lista abaixo apresenta as canções do grupo dispostas por ordem alfabética, adicionando os participantes da canção (em todas elas, o DJ KL Jay fez as instrumentais), os álbuns e as faixas nas quais foram lançadas e uma referência adicional, bem como a participação de membros do grupo em trabalhos alheios, descartando o disco solo do membro Edi Rock.

## Canções
| Canção                                  | Participantes                                       | Álbum                                                                        | Faixa     | Ref                  |
| --------------------------------------- | --------------------------------------------------- | ---------------------------------------------------------------------------- | --------- | -------------------- |
| 1 Por Amor, 2 Por Dinheiro              | Mano Brown e Rosana Bronks                          | Nada como um Dia após o Outro Dia 1000 Trutas, 1000 Tretas                   | 11 10     | [ 14 ] [ 15 ]        |
| 12 de Outubro                           | Mano Brown                                          | Nada como um Dia após o Outro Dia                                            | 8         | [ 14 ]               |
| Agradecimentos                          | Edi Rock, Mano Brown e Ice Blue                     | Raio X Brasil                                                                | 4         |                      |
| A Escolha Que Eu Fiz                    | Edi Rock                                            | Cores & Valores                                                              | 9         |                      |
| A Praça                                 | Edi Rock                                            | Cores & Valores                                                              | 10        |                      |
| A Vida é Desafio                        | Edi Rock                                            | Nada como um Dia após o Outro Dia 1000 Trutas, 1000 Tretas                   | 10 9      | [ 14 ] [ 15 ]        |
| A Vítima                                | Edi Rock                                            | Nada como um Dia após o Outro Dia 1000 Trutas, 1000 Tretas Coletânea 25 Anos | 6 12 9    | [ 14 ] [ 15 ]        |
| Beco Sem Saída                          | Edi Rock                                            | Holocausto Urbano                                                            | 2         | [ 16 ]               |
| Capítulo 4, Versículo 3                 | Mano Brown e Ice Blue                               | Sobrevivendo no Inferno Ao Vivo Coletânea 25 Anos                            | 3 14      | [ 17 ] [ 18 ]        |
| Coração Barrabaz                        | Mano Brown                                          | Cores & Valores                                                              | 14        |                      |
| Cores & Valores                         | Mano Brown                                          | Cores & Valores                                                              | 1         | [ 12 ]               |
| Cores & Valores: Finado "Neguin"        | Mano Brown                                          | Cores & Valores                                                              | 7         |                      |
| Cores & Valores: Preto e Amarelo        | Negreta                                             | Cores & Valores                                                              | 3         |                      |
| Crime Vai e Vem                         | Edi Rock e Ice Blue                                 | Nada como um Dia após o Outro Dia 1000 Trutas, 1000 Tretas Coletânea 25 Anos | 3 4 12    | [ 14 ] [ 15 ]        |
| Da Ponte Pra Cá                         | Mano Brown e Ice Blue                               | Nada como um Dia após o Outro Dia 1000 Trutas, 1000 Tretas                   | 10 5      | [ 14 ] [ 15 ]        |
| De Volta à Cena                         | Edi Rock                                            | Nada como um Dia após o Outro Dia                                            | 1         | [ 14 ]               |
| Diário de um Detento                    | Jocenir Prado e Mano Brown                          | Sobrevivendo no Inferno Ao Vivo 1000 Trutas, 1000 Tretas                     | 8 12 8    | [ 17 ] [ 18 ] [ 15 ] |
| Estilo Cachorro                         | Edi Rock, Ice Blue e Mano Brown                     | Nada como um Dia após o Outro Dia                                            | 6         | [ 14 ]               |
| Expresso da Meia-Noite                  | Edi Rock e Ice Blue                                 | Nada como um Dia após o Outro Dia 1000 Trutas, 1000 Tretas                   | 8 6       | [ 14 ] [ 15 ]        |
| Eu Compro                               | Mano Brown, Ice Blue e Helião                       | Cores & Valores                                                              | 8         |                      |
| Eu Sou 157                              | Mano Brown                                          | Nada como um Dia após o Outro Dia 1000 Trutas, 1000 Tretas                   | 9 7       | [ 14 ] [ 15 ]        |
| Eu Te Disse                             | Mano Brown                                          | Cores & Valores                                                              | 5         |                      |
| Eu te Proponho                          | Mano Brown                                          | Cores & Valores                                                              | 15        |                      |
| Fim de Semana no Parque                 | Mano Brown, Edi Rock e Negritude Júnior             | Raio X Brasil Racionais MC's Coletânea 25 Anos                               | 2 1 6     | [ 19 ] [ 20 ]        |
| Fio da Navalha                          | KL Jay e Arthur                                     | Raio X Brasil Racionais MC's                                                 | 3 6       | [ 19 ] [ 20 ]        |
| Fone (Intro)                            | Ice Blue                                            | Nada como um Dia após o Outro Dia                                            | 5         |                      |
| Fórmula Mágica da Paz                   | Mano Brown                                          | Sobrevivendo no Inferno Ao Vivo 1000 Trutas, 1000 Tretas Coletânea 25 Anos   | 11 13 1 7 | [ 17 ] [ 18 ] [ 15 ] |
| Genesis (Intro)                         | Mano Brown                                          | Sobrevivendo no Inferno                                                      | 2         |                      |
| Hey Boy                                 | Mano Brown                                          | Holocausto Urbano Racionais MC's Coletânea 25 Anos                           | 3 10 3    | [ 16 ] [ 20 ]        |
| Homem na Estrada                        | Mano Brown                                          | Raio X Brasil Racionais MC's                                                 | 1 4       | [ 19 ] [ 20 ]        |
| Interlúdio                              | Edi Rock                                            | Sobrevivendo no Inferno                                                      | 6         |                      |
| Introdução                              | Edi Rock                                            | Raio X Brasil                                                                | 1         |                      |
| Jesus Chorou                            | Mano Brown                                          | Nada como um Dia após o Outro Dia 1000 Trutas, 1000 Tretas                   | 4 13      | [ 14 ] [ 15 ]        |
| Jorge da Capadócia                      | Jorge Ben Jor                                       | Sobrevivendo no Inferno                                                      | 1         | [ 17 ]               |
| Júri Racional                           | Mano Brown                                          | Raio X Brasil Racionais MC's                                                 | 2 5       | [ 19 ] [ 20 ]        |
| Mágico de Oz                            | Edi Rock                                            | Sobrevivendo no Inferno Ao Vivo                                              | 10 9      | [ 17 ] [ 18 ]        |
| Mano na Porta do Bar                    | Mano Brown e Ice Blue                               | Raio X Brasil Racionais MC's Coletânea 25 Anos                               | 4 3 11    | [ 19 ] [ 20 ]        |
| Mente do Vilão                          | Mano Brown, Du Bronks, Don Pixote e Banda Black Rio | Coletânea 25 Anos                                                            | 1         | [ 21 ]               |
| Mil Faces de um Homem Leal (Marighella) | Mano Brown                                          | Nenhum                                                                       |           | [ 12 ]               |
| Mulheres Vulgares                       | Edi Rock                                            | Holocausto Urbano Racionais MC's                                             | 1 11      | [ 16 ] [ 20 ]        |
| Na Fé Firmão                            | Edi Rock                                            | Nada como um Dia após o Outro Dia Coletânea 25 Anos                          | 7 2       | [ 14 ]               |
| Negro Drama                             | Mano Brown e Edi Rock                               | Nada como um Dia após o Outro Dia 1000 Trutas, 1000 Tretas                   | 5 2       | [ 14 ] [ 15 ]        |
| Negro Limitado                          | Mano Brown e Edi Rock                               | Escolha seu Caminho Racionais MC's                                           | 4 8       | [ 22 ] [ 20 ]        |
| O Mal e o Bem                           | Edi Rock e Lino Krizz                               | Cores & Valores                                                              | 11        |                      |
| Otus 500                                | Edi Rock                                            | Nada como um Dia após o Outro Dia                                            | 2         | [ 14 ]               |
| Pânico na Zona Sul                      | Mano Brown                                          | Consciência Black, Vol. I Holocausto Urbano Racionais MC's Coletânea 25 Anos | 5 1 9 4   | [ 16 ] [ 20 ]        |
| Parte II                                | Edi Rock                                            | Raio X Brasil Racionais MC's                                                 | 3 2       | [ 19 ] [ 20 ]        |
| Periferia é Periferia                   | Edi Rock                                            | Sobrevivendo no Inferno Coletânea 25 Anos                                    | 8 5       | [ 17 ]               |
| Qual Mentira Vou Acreditar?             | Mano Brown, Edi Rock e Ice Blue                     | Sobrevivendo no Inferno Ao Vivo                                              | 9 4       | [ 17 ] [ 18 ]        |
| Quanto Vale o Show?                     | Mano Brown                                          | Cores & Valores                                                              | 13        | [ 23 ]               |
| Racistas Otários                        | Ice Blue e Mano Brown                               | Holocausto Urbano Racionais MC's                                             | 2 12      | [ 16 ] [ 20 ]        |
| Rapaz Comum                             | Edi Rock                                            | Sobrevivendo no Inferno Ao Vivo Coletânea 25 Anos                            | 5 11 8    | [ 17 ] [ 18 ]        |
| Salve                                   | Mano Brown e Ice Blue                               | Sobrevivendo no Inferno                                                      | 12        |                      |
| Somos O Que Somos                       | Ice Blue                                            | Cores & Valores                                                              | 2         |                      |
| Sou + Você                              | Mano Brown                                          | Nada como um Dia após o Outro Dia                                            | 1         | [ 14 ]               |
| Tempos Difíceis                         | Edi Rock                                            | Consciência Black, Vol. I Holocausto Urbano Racionais MC's                   | 8 3 13    | [ 16 ] [ 20 ]        |
| Tô Ouvindo Alguém me Chamar             | Mano Brown                                          | Sobrevivendo no Inferno Ao Vivo 1000 Trutas, 1000 Tretas Coletânea 25 Anos   | 4 7 3 10  | [ 17 ] [ 18 ] [ 15 ] |
| Trilha                                  | Mano Brown e DJ Cia                                 | Cores & Valores                                                              | 4         |                      |
| Trutas e Quebradas                      | Mano Brown                                          | Nada como um Dia após o Outro Dia                                            | 9         | [ 14 ]               |
| Vida Loka (Intro)                       | KL Jay                                              | Nada como um Dia após o Outro Dia                                            | 3         |                      |
| Vida Loka I                             | Mano Brown                                          | Nada como um Dia após o Outro Dia 1000 Trutas, 1000 Tretas Coletânea 25 Anos | 4 11 13   | [ 14 ] [ 15 ]        |
| Vida Loka II                            | Mano Brown                                          | Nada como um Dia após o Outro Dia 1000 Trutas, 1000 Tretas                   | 7 14      | [ 14 ] [ 15 ]        |
| Vivão e Vivendo                         | KL Jay                                              | Nada como um Dia após o Outro Dia                                            | 2         | [ 14 ]               |
| Você Me Deve                            | Mano Brown                                          | Cores & Valores                                                              | 12        |                      |
| Voz Ativa                               | Mano Brown, Edi Rock e Ice Blue                     | Escolha o seu Caminho Racionais MC's                                         | 2 7       | [ 22 ] [ 20 ]        |
| Voz Ativa - Versão Rádio                | Mano Brown, Edi Rock e Ice Blue                     | Escolha o seu Caminho                                                        | 1         |                      |
| Um Preto Zica                           | Mano Brown e Edi Rock                               | Cores & Valores                                                              | 6         |                      |

### Participações
Nesta lista, contam apenas as participações de membros dos Racionais MC's para projetos onde se usa o nome do grupo. O trabalho solo de Edi Rock, intitulado Contra Nós Ninguém Será e suas consequentes participações, como a de Seu Jorge em That's My Way, não estarão na lista.
| Canção         | Participantes                        | Álbum                  | Faixa | Ref    |
| -------------- | ------------------------------------ | ---------------------- | ----- | ------ |
| Para o Belo    | Belo e Mano Brown                    | Pra ver o Sol Brilhar  | 18    | [ 24 ] |
| Oya            | Belo e Mano Brown                    | Pra ver o Sol Brihar   | 19    |        |
| Eu Sou Função  | Dexter, Função e Mano Brown          | Exilado Sim, Preso Não | 10    | [ 25 ] |
| Gansta Boogie  | Lino Krizz, Helião e Mano Brown      | Nenhum                 |       | [ 26 ] |
| Mãos           | Almir Guineto e Mano Brown           | Nenhum                 |       | [ 24 ] |
| O Jogo é Hoje  | Don Pixote e Ice Blue                | O Jogo é Hoje          | 1     | [ 27 ] |
| Umbabarauma    | Jorge Ben Jor e Mano Brown           | Nenhum                 |       | [ 28 ] |
| Gente da Gente | Negritude Júnior e Mano Brown        | Gente da Gente         | 4     |        |
| Favela         | Exaltasamba, Rappin' Hood e Edi Rock | Alegrando a Massa      | 7     |        |

### Músicas Solo
Todos os 4 membros do Racionais possuem uma carreira solo.

#### Edi Rock
Edi Rock já lançou 2 discos solo, "Rapaz Comum II" (1999) e "Contra Nós Ninguém Será" (2013). Edi Rock já lançou diversas músicas e fez várias participações especiais, tendo grandes sucessos como "That's My Way" (Part. Seu Jorge), "Abrem-se os Caminhos" (Part. Alexandre Carlo e Marcelo Falcão), "Cava Cava" (Part. Emicida e Don Pixote), "Cava Cava Parte 2" (Part. Don Pixote), "Tá Na Chuva" (Part. Ice Blue e KL Jay) e "Conquista".

#### Mano Brown
Mano Brown irá lançar em Dezembro de 2016 o seu álbum solo "Boogie Naipe". Mano Brown já participou de vários músicas de outros artistas e já lançou algumas Solo, como "Mulher Elétrica", "Amor Distante", "De Frente pro Mar" e "Benny & Brown".

#### Ice Blue
Ice Blue está produzindo o Álbum "Preso na Teia" junto com Helião e DJ Cia. Ele já lançou algumas músicas solo e já participou de algumas, como "Dias de Setembro" (Part. Lino Krizz), "O Inimigo é de Graça"- U-Time (Part. Ice Blue), "Ronaldo Fenômeno"- Ice Blue, Helião e Terra Preta e "Estilo Gangstar"- Túlio Dek (Part. Helião e Ice Blue).

#### KL Jay
O Dj KL Jay já lançou 2 álbuns solo, "KL Jay na Batida - Vol III" (2001) e "Fita Mixada - Rotação 33" (2008). KL Jay já fez o instrumental de várias músicas de outros artistas como "Piripac" - RZO & Sabotage, "Convocação Geral"- Rappin' Hood e "½ Índio ½ Preto"- Os Camaradas.